# Baghrir
Il baghrir o beghrir (in arabo البغرير‎?, baghrīr) è una cialda consumata nella regione del Maghreb. È anche conosciuto con le denominazioni di khringo, tiγrifin, thoudfist, ghrayef, tibouâjajin, tighrifin, edarnan, hatita, korsa, ghrif, o talilayt. Sono piccoli, spugnosi e fatti con semola o farina; quando sono cotti correttamente, sono crivellati di piccoli buchi (che assorbono qualsiasi salsa con cui vengono serviti). Il modo più comune di mangiare il baghrir in Marocco è quello di intingerlo in un impasto di burro e miele, ma può anche essere tagliato a spicchi e servito con la marmellata. È comune aggiungere anche l'uvetta al baghrir. I baghrir sono popolari per la colazione, come spuntino e per l'Ifṭār durante il Ramadan.